# Рей, Шон
Шон Рей (Shawn Ray; род. 9 сентября 1965 года, Фуллертон, Калифорния, США) — американский профессиональный бодибилдер, победитель профессиональных турниров, 13-кратный участник турнира «Мистер Олимпия». Имя иногда пишется как Shown Ray.

## Биография
Шон Рей родился 9 сентября 1965 года в Фуллертоне (Калифорния, США).

## Карьера культуриста
За свою карьеру Шон Рей, прозванный «генетическим чудом», более 30 раз входил в пятерку лучших атлетов на соревнованиях.
Дебютом стала победа на юношеских соревнованиях в Лос-Анджелесе в 1983 году. Свой первый профессиональный контракт в бодибилдинге Рей подписал в 1988 году. Он принял участие в шести документальных фильмах: «Lifestyles of the Fit & Famous», «Final Countdown», «Inside & Out- Behind the Muscle», «To The Extreme», «Best of Shawn Ray» и «Fitness After 40», снялся в биографическом фильме. Рей часто снимался для журналов, был на обложках журнала Flex.
Он упомянут в Новой Энциклопедии современного Бодибилдинга составленной Биллом Доббинсом и Арнольдом Шварценеггером. Рей также написал книгу о том, как стать культуристом, которая называется «Путь Шона Рея». Шон был coвладельцем журнала ESPN в течение 5 лет, а также в течение 8 лет был комментатором на соревнованиях ESPN. и со ведущим на конкурсах Мистер Олимпия 2006 и 2007 годов, которые проходили в Лас Вегасе (Невада).
Шон был первым профессиональным культуристом, который не прошёл допинг-контроль на конкурсе «Арнольд Классик» в 1990 году и был дисквалифицирован. Но уже в 1991 году он завоевал этот титул.
Рей закончил карьеру профессионального бодибилдера в 2001 году и занялся бизнесом. Он входил в пятерку лучших на Олимпии в течение двенадцати лет подряд с 1990 по 2001 год.
Шон Рей включён в Зал Славы профессионального бодибилдинга IFBB.

## История выступлений
- Соревнование Место
- Мистер Олимпия 2001 4
- Мистер Олимпия 2000 4
- Мистер Олимпия 1999 5
- Мистер Олимпия 1998 5
- Мистер Олимпия 1997 3
- Мистер Олимпия 1996 2
- Арнольд Классик 1996 5
- Айронмен Про 1996 3
- Мистер Олимпия 1995 4
- Мистер Олимпия 1994 2
- Мистер Олимпия 1993 3
- Мистер Олимпия 1992 4
- Мистер Олимпия 1991 5
- Арнольд Классик 1991 1
- Арнольд Классик 1990 1 (дисквалифицирован)
- Айронмен Про 1990 1
- Мистер Олимпия 1990 3
- Мистер Олимпия 1988 13
- Ночь чемпионов 1988 4
- Нашионалс 1987 1
- Нашионалс 1987 1 в категории Полутяжёлый вес
- Джуниор Нашионалс 1986 2 в категории Полутяжёлый вес

## Книги
- «The Shawn Ray Way»

## В профессиональных рейтингах
Место Рейтинг Дата рейтинга
- 4 Рейтинг мужчин профессионалов IFBB по бодибилдингу 1998 года 10.06.1998